# Lom (Bulgària)
Lom (en búlgar: Лом) és una ciutat de la província de Montana, a Bulgària. Es troba a 162 km al nord de Sofia, a 56 km al sud-est de Vidin, a 50 km al nord de Montana i a 42 km a l'oest de Kozloduy.
És el segon port marítim més important de Bulgária i el més proper a la capital.
D'acord amb el cens de l'any 2022, la població era de 21.892 habitants.

## Geografia
Es troba a una altitud de 46 msnm, i a 162 km de la capital, Sofía. Està situat al marge dret del riu Danubi, prop de l'estuari del riu Lom.
Es troba al límit entre Bulgària i Romania.
El pic de Lom a l'illa Livingstone, a les illes Shetland del Sud, a l'Antàrtida porta aquest nom en honor a la ciutat de Lom.

## Història
La ciutat és la successora d'un antic assentament fundat pels Tracis amb el nom d'Artanes, que més tard, amb els romans, es convertiria en la fortalesa romana d'Almus (29 dc.).
Durant la invasió dels huns, la fortalesa va ser greument danyada. L'emperador romà d'Orient Justinià el Gran, al segle vi, la va restaurar i reconstruir.
Documents hongaresos de la segona meitat del segle xiii esmenten la fortalesa de Lom, assetjada pels hongaresos durant la seva guerra contra els búlgars. Durant el domini Turc, es menciona com a ciutat portuària, sota el nom de Lom Palanka.

A finals de segle, part de l'exèrcit turc derrotat es va instal·lar a Lomsko Kale. En el mapa "la part europea de Turquia (1811)", Lom figura entre les ciutats més notables de les carreteres principals.
Amb el desenvolupament de la navegació pel riu Danubi, després de 1830, la importància de la ciutat va créixer. El 1837, el primer vaixell austrohongarès va atracar a Lom, i l'any següent es va obrir l'agència marítima de la "Imperial and Royal Privileged Danube Steamship Company". Des de llavors va comença el desenvolupament economic de la ciutat, establint connexions amb el mon.
El 1850, els habitants de Lom, van participar massivament en l'Aixecament de Vidin. Lom va ser alliberat del jou turc el 27 de novembre de 1877.
Lom es va convertir gradualment en el principal port d'exportació de Viena. Connectant la ciutat amb carreteres fins a Vratsa, a través de Berkovitsa fins a Sofia, i més. Així doncs, Lom s'estableix com un centre de transport i comerç.
El 1869 ja hi havia aproximadament 148 oficines comercials, 175 botigues de comestibles, 34 cafès, 6 hotels i 2 molins. El 1880, gràcies al seu port i comerços, Lom ja tenia 7.500 habitants.
La biblioteca comunitària de Lom es va establir el 1848 a l'escola on era mestre Krastyo Pishurka. La primera societat de dones a Bulgària es va establir a Lom el 1857, i el 1860 es va obrir una escola de nenes. El 1878 es va obrir una escola secundària a Lom, que a partir del 1878 es va convertir en una escola pedagògica, on s'eduquen estudiants de quasi totes les ciutats del nord de Bulgària.
A finals del segle xix, el 1894, els dos Txecs Malotin i Hozman van obrir una cerveseria a Lom. Al mateix temps, van començar a funcionar fàbriques de ceràmica i tabac. El 1913, durant l'època de l'alcalde Georgi Maanavski, es va inaugurar una planta elèctrica.
A principis del segle xx, a Lom hi havia el banc "Bogatstvo", el banc popular de Lom, sucursals dels bancs de Sofía, cinc societats anònimes i nou oficines de companyies navals. Com a resultat de la prosperitat econòmica de la ciutat, moltes famílies van construir les seves cases dissenyades per arquitectes amb l'estil modernista, del qual la ciutat encara se sent orgullosa.

## Monuments i llocs d'interès

### Museu d'història de Lom
El museu d'història va ser fundat el 20 de setembre de 1925 sota el nom de societat arqueològica de Lom "Almus" per iniciativa del Dr. Petar Kardzhiev.
El Dr. Kardzhiev va ser elegit president i gràcies al seu gran amor per la història va treballar per recopilar, preservar i popularitzar la memòria del poble fins al 1950.
El 1873 l'edifici va ser declarat monument cultural en el Butlletí de l'Estat, núm. 5, 1973.
El museu té una col·lecció de monuments arqueològics, material etnogràfic, llibres, fotografies i pintures. Aquest funciona gràcies a l'ajuda del municipi i dels donants, el principal dels quals és el banc popular búlgar Bogatstvo.
Actualment, el museu compta amb els següents departaments: Arqueologia, Bulgària als segles XV - XIX, història nova i recent, etnografia i art.

### Centre comunitari Postoyanstvo
Té com a propòsit la preservació i desenvolupament de la llengua i tradició búlgara.
El 1848 es va crear un dels primers centres comunitaris búlgars, inicialment a una sala de l'escola, i a partir del 1856 en un edifici separat. Va ser fundat pel famós mestre, escriptor i actor de teatre Krastyo Pishurka (1823–1875). El 1856 es va representar una de les primeres obres teatrals de Bulgària, traduint l'obra "Sigfrid i Genoveva" de Ludwig Tieck, més coneguda com a "Vida i mort de santa Genoveva".
La biblioteca del centre comunitari es va crear el 1848, junt amb l'escola recentment inaugurada. Actualment, posseeix més de 107.000 llibres. El 1951 es va establir en aquest edifici l'escola unida d'arts.
El 1976 el conjunt de dansa folklòrica Dunav es va establir en el centre comunitari.

### Fonaments de l'antiga fortalesa Almus
Des de 1971 és considerat un monument d'importància nacional. Les investigacions arqueològiques de la fortalesa van ser realitzades entre 1986 i 1990 per un equip del museu d'història de Lom, sota la supervisió de l'institut d'arqueologia i el museu de l'acadèmia de ciències de Bulgària.
Com a resultat de les excavacions arqueologiques, es va trobar una longitud de 200 metres de fortalesa. Aquesta tenia forma de pentagon irregular amb una superficie de 4,1 hectarees.
Nombrosos objectes de l'antiguitat i l'edat mitjana van ser descoberts com a resultat de les excavacions. Aquests es conserven en el museu d'història de la ciutat.

### Església de Sant Nicola Stari (Boruna)
Segons una inscripció a la pedra de l'antiga església de Boruna, aquesta va ser construïda durant l'època del tsar búlgar Miquel II Asen. Durant la dominació otomana es va enfonsar i va ser reconstruïda el 1818 per iniciativa de Lom Tseko.

### Catedral de l'Assumpció
La seva construcció es va iniciar el 1863, però va ser detinguda pel poder otomà local. Després de l'alliberació, es va crear un comitè per acabar l'església, ja que tots els diners recaptats es va gastar en la construcció d'una escola per nens i nenes. Les persones riques i influents de la ciutat van recol·lectar diners per la construcció de la catedral i el 1894-1897 es va acabar l'obra. Aquesta va ser santificada l'estiu de 1906.
El 2005, Lom va restaurar la catedral amb el programa "bella Bulgària"
El seu estil va ser influenciat pel tipus d'icones russos, però l'execució final va ser del tipus vienès, típic de les ciutats del Danubi a finals del segle xix.

### Església Sant Nicola Novi
El 1832, Tseko Voivoda va obtenir el permís per a la construcció d'una nova església a Lom. Va ser construïda en la finca de Kara Mustafa, més tard anomenada barri de l'església. El 1840, es va ampliar, ja que la població havia incrementat considerablement.

### Torre de foc - de vigilància
Va ser construïda el 1879 i va ser la primera d'aquest tipus a Bulgària. El 1988 es va decretar monument arquitectònic cultural. Actualment, funciona com un museu sobre la prevenció d'incendis.

### Monument a Tseko Voivoda
Tseko Voivoda va participar en les batalles per l'alliberació de Sèrbia, i va ser proclamat pel govern serbi com líder revolucionari.

### Monument a Krystio Pishurka
Va ser un famós mestre, figura teatral i membre del renaixement nacional búlgar. Va néixer el 1823, i el 1856 va crear el primer centre comunitari de la ciutat de Lom.

### Parc del Danubi
Es troba a la riba del riu Danubi i va ser completament reformat el 2011.

## Barris
Els barris de Lom son els següents:
- Boruna
- Humata
- Kaletata
- Lyulyatsite
- Mladenovo
- Mladost
- Momin brod
- Stadiona
- Zornitsa

## Transport
Per Lom hi arriba la carretera 81 la qual la connecta amb diverses ciutats com: Montana i Berkovitsa. I també la carretera 11 que la connecta amb Artxar i Dunavtsi.
La ciutat de Lom té una estació de tren, la qual connecta amb tres destins finals: Sofia, Brusartsi i Mezdra. Les parades fins a Sofia són les següents: Lom, Momim Brod, Traykovo, Staliyska mahala, Vasilovtsi, Kriva bara, Brusartsi, Medkovets, Dolno Tserovene, Gabrovnitsa, Rakevo, Krivodol, Vlasatitsa, Beli Izvor, Vratsa St., Vratsa, Ruska Bela, Mezdra, Zverino, Lakatnik, Bov, Cerovo, Svoge, Sofia-nord, Sofia.
A lom també hi ha transport amb autobús el qual arriba fins a Sofia en unes quatre hores, amb les següents parades: Mokresh, Valchedram, Montana, Vratsa, Novachene, Botevgrad, Sofia.

## Clima
El subtipus de classificació climàtica de Köppen pel clima de la ciutat és cfa (Clima subtropical humit).
La temperatura mitjana anual és de 10 °C. El mes més càlid és el juliol amb una temperatura mitjana de 21,7 °C i el mes més fred és gener, amb una temperatura mitjana de 0 °C.
La quantitat mitjana de precipitació anual a Lom és de 553,7 mm. El mes amb més precipitació és juny amb 68,6 mm, i el mes amb menys, és agost amb 33 mm.

## Esport
- FC Levski (búlgar: ФК Левски): El club de futbol es va fundar el 1921. Actualment, juga a la segona lliga i el seu camp és el Gradski Stadium, el qual té una capacitat per 2.500 persones. La seva posició més alta va ser el 1928 i 1934, acabant cinquè en el campionat estatal de futbol, sota el nom de SC Maria Lluisa.
- Club esportiu d'automòbil: Va ser fundat el 2008. El club compta amb dos cotxes de carreres tipus buggy, usats per esdeveniments d'autocròs. El 2001 van guanyar la medalla de bronze al campionat nacional.[12]
- Club esportiu Olympus: Va ser fundat el 1992. Fan pràctiques de gimnàstica esportiva.[12]
- Club d'esports aquàtics extrems de Port Lom: Va ser fundat el 1978. En primer lloc, el club va desenvolupar el rem, la vela i els esports aquàtics. Durant els anys 80 i 90, Port Lom també va desenvolupar esports aquàtics extrems. El 1989 va ser el primer cop que es va convertir en el campió estatal per equips. Després també ho van ser els anys 2000, 2001, 2002 i 2003.[12]
- Club esportiu de tenis taula Artanes: Va ser fundat a la tardor de 2004 per figures públiques i empresaris de Lom, amb l'objectiu de desenvolupar l'esport entre els joves. El 2009 l'equip masculí va aconseguir l'ascens al grup A.[12]

## Economia
Una de les grans empreses de la ciutat és la cervesera Lomsko Pivo AD, la qual va obrir el 1894 per Malotin i Hozman. Una de les seves cerveses porta el nom d'Almus en honor a l'antiga fortalesa.

## Personatges il·lustres
- Tedy Alexandrova (Теди Александрова): Cantant de pop folk
- Emil Andreev (Емил Андреев): Escriptor, dramaturg i guionista
- Kosta Arseniev (Коста Арсениев): Activista del partit demòcrata
- Aleksandar Belev (Александър Белев): Polític i un dels fundadors de l'organirzació Ratniks
- Peter Berkovski (Петър Берковски): Revolucionari nacional búlgar i soci de Vassil Levski
- Todor Borov (Тодор Боров): Bibliògraf
- Milcho Goranov (Милчо Горанов): Futbolista, guanyador de la medalla de bronze als jocs olímpics de Melbourne de 1956
- Ígor Damiánov (Игор Дамянов): Ministre d'educació de 2003 a 2005 en el govern de la NDSV
- Ivan Dervishev (Иван Дервишев): Titellaire en el teatre municipal de marionetes de Montana
- Pyrwan Draganow (Първан Драганов): Diplomatic i polític
- Parvan Draganov (Парван Драґанов): Militar, polític, diplomàtic i ministre de relacions exteriors (1944)
- Kiril Drangov (Кирил_Дрангов): Advocat i revolucionari, membre destacat de l'Organització Interna Revolucionària de Macedònia
- Obreten Evstatiev (Обретен Евстатиев): Director d'orquestra i compositor
- Nikolái Ikonómov (Николай Икономов): Escriptor i folklorista
- Mikhail Kantardzhiev (Михаил Кантарджие): Jugador d'escacs i medallista d'or en les olimpíades d'escacs de 1939
- Atanas Kolarov (Атанас Коларов): Mestre internacional d'escacs des de 1957
- Marion Koleva (Марион Колева): Periodista, poeta, publicista i traductora
- Zlatko Lazarov (Златко_Коцев): Músic, director d'orquestra i compositor
- Georgi Panayotov (Георги Кумбилиев): Polític del Partit Comunista Búlgar
- Tsvetan Minkov (Цветан Минков): Historiador, crític, escriptor i folklorista
- Violeta Minkova (Виолета Минкова): Actriu de teatre
- Mila Mítov (Милан Митов): Compositor i professor
- Alexander Dimitrov (Александър Моцев): Musicòleg i folklorista
- Marijan Ognyanov (Мариян Огнянов): Futbolista, centrocampista, jugador del OFK Spartak Pleven
- Asen Parteniev (Асен Партениев): Revolucionari, voivoda del comitè suprem de Macedònia-Adrianòpolis
- Nàdia Yordanova Petrova (Надя Петрова): Política del moviment pels drets i les llibertats
- Anna Maria Petrova-Guzeleva (Анна Мария Петрова Гюзелева): Ballarina, actriu, periodista, coreògrafa, productora de cine i televisió
- Simeó Pironkov (Симеон Пиронков): Compositor i representant de la avantguarda musical búlgara
- Liliya Alexandrovna Karastoyanova (ЛилияАлександровна Карастоянова): Periodista soviètica
- Todor Ivanov Pironkov (Тодор Иванов Пиронков): Artista de circ
- Alexander Raichev (Александър Райчев): Compositor i professor de música
- Stefan Popov (Стефан Попов): Violoncel·lista
- Romeu Raichev (Ромео Райчев): Director d'òpera
- Boyan Smilov (Боян Смилов): Advocat i polític del partit nacional liberal búlgar
- Georgi Spasov (Георги Спасов): Compositor
- Anton Torniov (Антон Торньов): Arquitecte
- Iskra Fidosova (Искра Фидосова): Diputada en la quadragèsima assemblea nacional i primera copresidenta del partit Ciutadans pel desenvolupament europeu de Bulgària
- Georgi Chaushov (Георги Чаушов): Dibuixant i animador
- Vladimir Shkodrov (Владимир Шкодров): Científic en el camp de l'astronomia i la física
- Yana Yazova (Яна Язова): Escriptora sota el pseudònim: Lyuba Todorova Gancheva
- Alexander Yanakiev (Александър Янакиев): Futbolista davanter
- Natasha Yanakieva (Наташа Петрова): Esportista competidora en piragüisme. Va guanyar dues medalles en el campionat mundial de piragüisme (1977 i 1978)

## Ciutats agermanades[14]
- Băilești, Romania
- Debar, Macedònia del Nord
- Pantelej (Niš), Sèrbia
- Moudania, Grècia

## Galeria

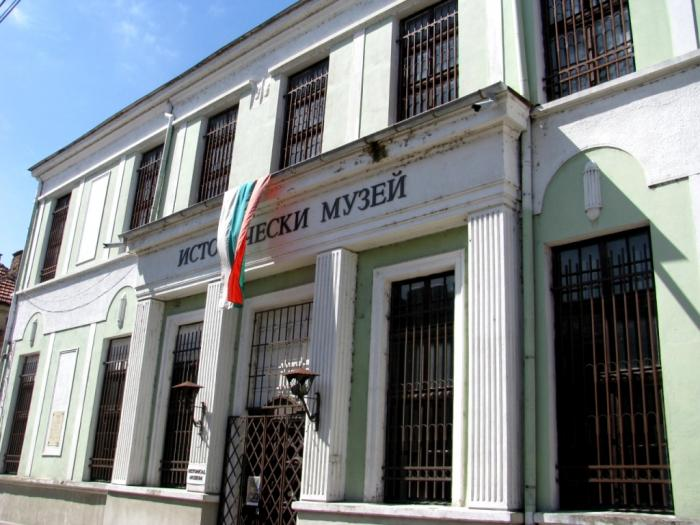
Museu d'història de Lom
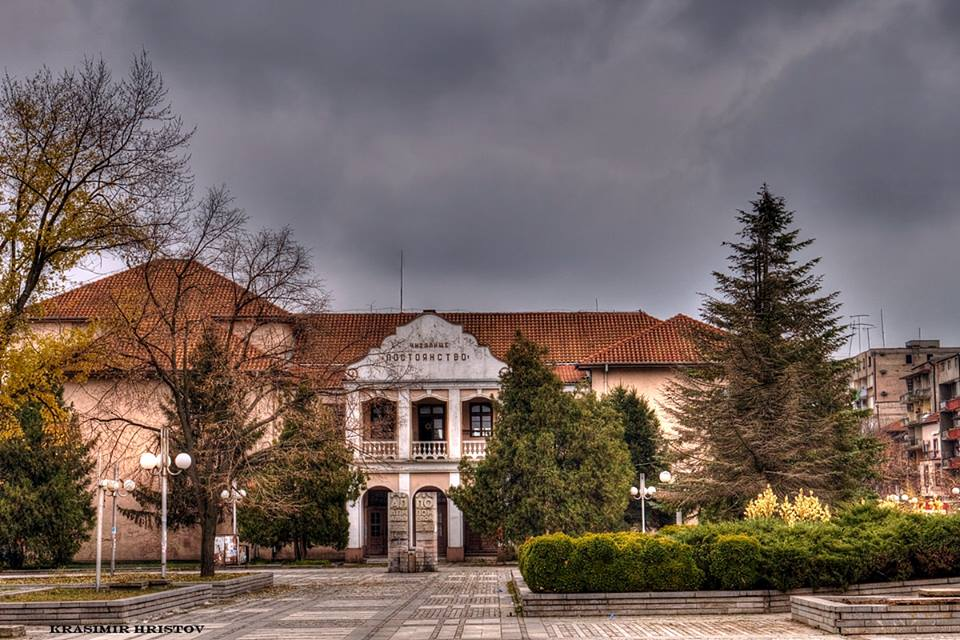
Centre comunitari Postoyanstvo
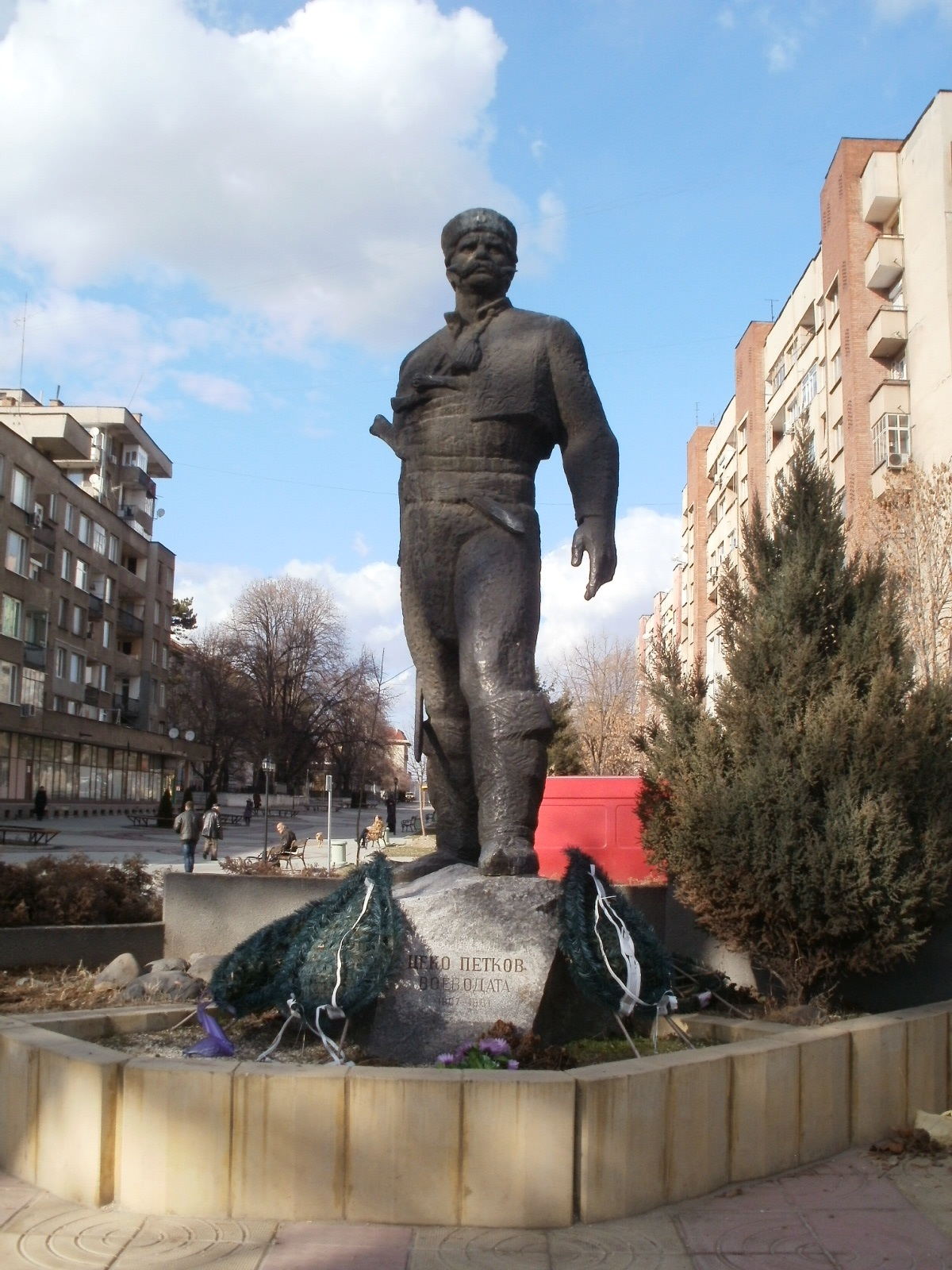
Monument a Tseko Voivod
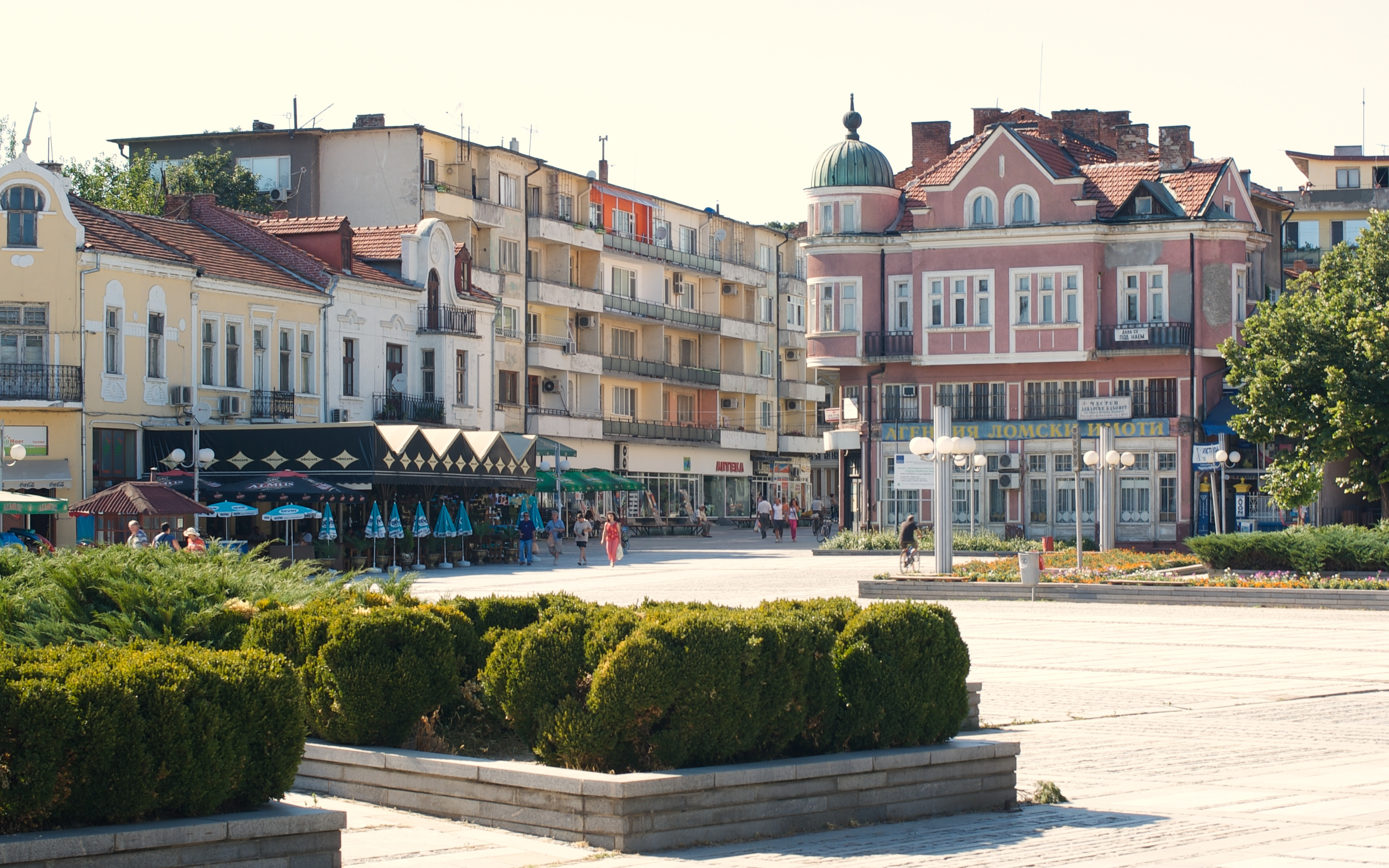
Plaça central
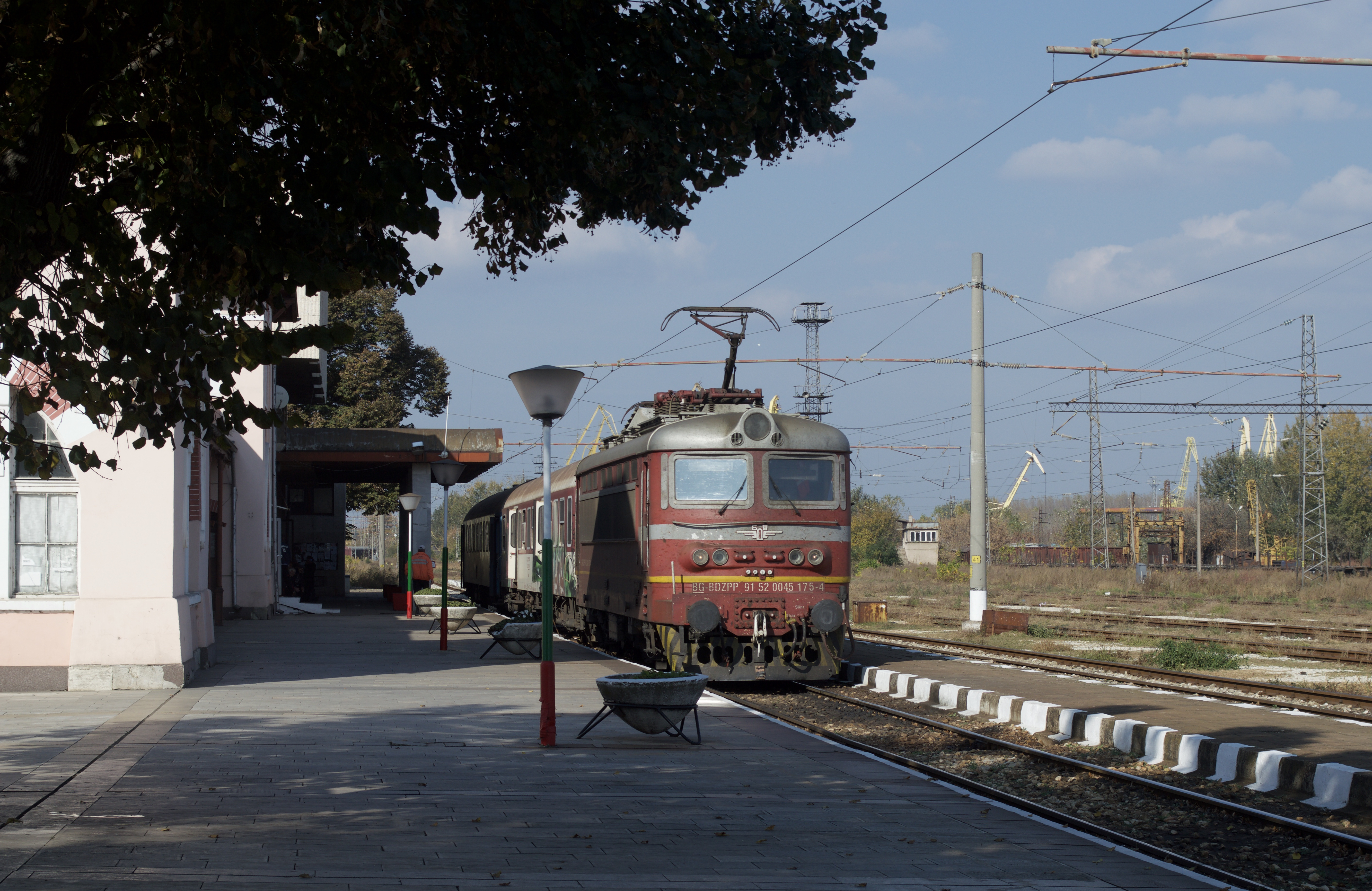
Estació de tren
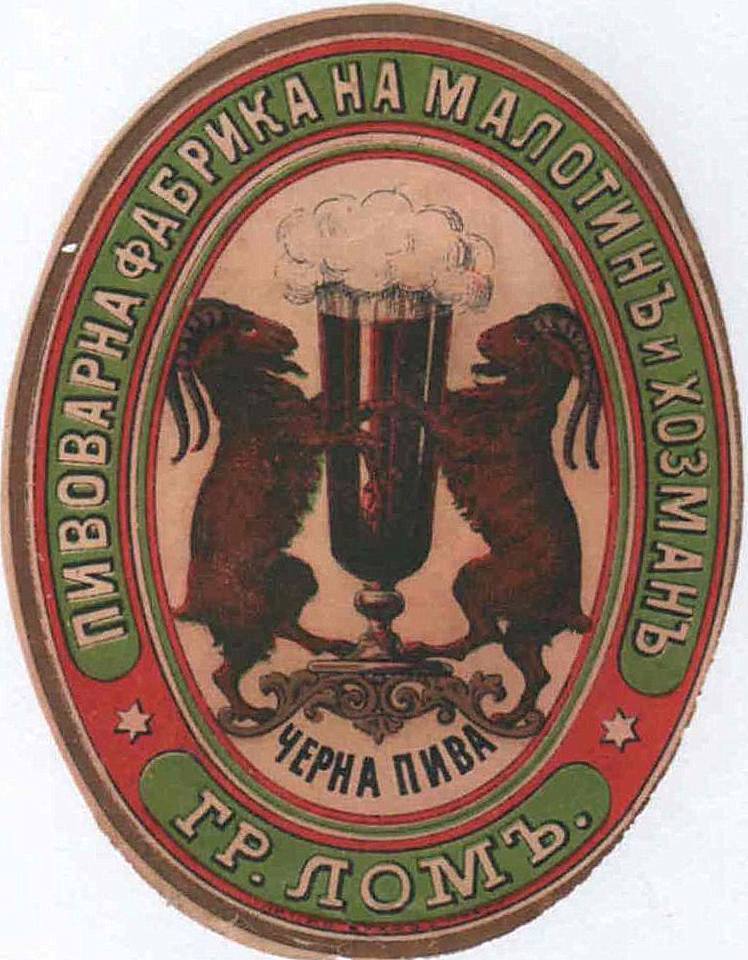
Primera etiqueta de la cervesera Lomso Pivo